# Salins-les-Bains
Salins-les-Bains è un comune francese di 3 179 abitanti situato nel dipartimento del Giura nella regione della Borgogna-Franca Contea.
La cittadina è un'importante stazione termale e prima destinazione turistica del dipartimento. Le sue saline sono Patrimonio dell'umanità UNESCO.

## Società

### Evoluzione demografica
Abitanti censiti

## Amministrazione

### Gemellaggi
- Horb am Neckar, dal 1991